# Marc Andreyko
Marc Andreyko (nascido em 20 de junho de 1970 em Cleveland, Ohio) é um escritor de banda desenhada e roteirista abertamente gay, conhecido por escrever a série que começou em 2000 Manhunter para a DC Comics.